# Correlatius en esperanto
En esperanto hi ha un grup de paraules, conegudes com a tabel-vortoj ("paraules de la taula" o vocabulari de paraules correlatives), que té una estructura lògica interna, de manera que les seves formes segueixen una analogia com la relació que hi ha entre paraules d'un mateix tipus, com aquestes: 
- quin, aquest, algun, tots, cap
- quant, tant, una mica, tot, gens
- qui, aquest, algú, tothom, ningú
- què, això, alguna cosa, tot, res
- on, aquí, allà, arreu, enlloc
- quan, ara, llavors, sempre, mai
- etc.

Aquesta és la taula completa amb la traducció al català:
| terminació → inici ↓          | A qualitat                   | AL causa                 | AM temps          | E lloc           | EL manera                | ES pertinença           | O objecte                     | OM quantitat                     | U persona                    |
| KI interrogatiu, quin         | Kia quin, de quina mena      | Kial perquè              | Kiam quan         | Kie on           | Kiel com                 | Kies de qui             | Kio què                       | Kiom quant, quants               | Kiu qui, quin, el qual       |
| TI demostratiu, un determinat | Tia tal, de tal mena, aquell | Tial per això            | Tiam llavors      | Tie allà         | Tiel així, tan           | Ties d'aquell           | Tio això, allò                | Tiom tant, tants, tan            | Tiu aquell                   |
| I indefinit, algun            | Ia algun, d'alguna mena      | Ial per alguna causa     | Iam alguna vegada | Ie en algun lloc | Iel d'alguna manera      | Ies d'algú              | Io quelcom, alguna cosa       | Iom una mica, un poc, uns quants | Iu algú, algun               |
| ĈI universal, tots            | Ĉia cada, tot, qualsevol     | Ĉial per qualsevol causa | Ĉiam sempre       | Ĉie a tot arreu  | Ĉiel de qualsevol manera | Ĉies de tots, de tothom | Ĉio cada cosa, tot, qualsevol | Ĉiom tot, tots                   | Ĉiu cada un, cadascú, tothom |
| NENI negatiu, cap             | Nenia cap (ni un)            | Nenial per cap causa     | Neniam mai        | Nenie enlloc     | Neniel de cap manera     | Nenies de ningú         | Nenio (no) res                | Neniom (no) gens, cap            | Neniu cap, ningú             |

Les formes acabades en -E poden prendre els sufixos d'acusatiu -N quan és necessari, per indicar el lloc de destinació d'un moviment. Exemples: tien (cap allà).
En canvi no existeix una sèrie de paraules anàlogues per expressar lloc d'origen d'un moviment, en aquest cas cal fer servir la construcció amb la preposició de, exemple: de kie? (des d'on?).
Les formes acabades en -A, -O, -U poden prendre els sufixos de plural -J i/o d'acusatiu -N quan és necessari, com els adjectius i noms.
Exemples: tiuj estas amikoj (aquests són amics), punis iun (han castigat algú).
Les formes acabades en -OM expressen quantitat, i són invariables tant per a expressar quantitat d'una substància com a per a indicar un nombre d'elements.
Exemples: kiom lakto estas bezonata? (quanta llet cal?), kiom infanoj volas veni? (quants nens volen venir?).

## Els correlatius demostratius de proximitat
La partícula ĉi es combina amb els correlatius demostratius (ti-) per indicar la proximitat del referent al parlant:
Per exemple, tie (allà) respecte tie ĉi (aquí).
| terminació → inici ↓       | A qualitat                    | AL causa         | AM temps           | E lloc             | EL manera         | ES pertinença    | O objecte   | OM quantitat             | U persona     |
| TI + ĈI aquest, proximitat | Tia ĉi d'aquesta mena, aquest | Tial ĉi per això | Tiam ĉi ara mateix | Tie ĉi aquí mateix | Tiel ĉi així, tan | Ties ĉi d'aquest | Tio ĉi això | Tiom ĉi tant, tan, tants | Tiu ĉi aquest |

## Usos incorrectes de correlatius
En alguns casos, i extralimitant-se del Fonament de l'Esperanto, s'utilitzen paraules anàlogues construïdes amb la inicial ali-
(de alia, "un altre"), com aliel (compost per ali- i -el, que significaria, "d'una altra manera") o alies (compost per ali- i -es, que significaria, "d'algú altre" o "aliè"). Tanmateix se solen considerar incorrectes.